# Sambou Wagué
Sambou Wagué, né vers 1955, est un homme politique malien, ancien ministre délégué auprès du ministre malien de l'Économie et des Finances, chargé du Budget, dans le gouvernement de Cissé Mariam Kaïdama Sidibé. Il est diplômé de l'École nationale d'administration de Bamako, option économie-finance. Il s'y spécialisera l'Université de Paris IX Dauphine et  à l'Institut international d'administration publique de Paris.
De retour au Mali, Sambou Wagué occupera successivement les postes :
- Chef de division études et contrôle du trésor,
- Receveur général du District de Bamako,
- Directeur national du Trésor,
- Directeur de la Coopération internationale.

Sambou Wagué a été par ailleurs membre de la Commission bancaire de l'UMOA et du groupe d'experts sur la réforme institutionnelle de l'UMOA et de la BCEAO.

## Sources
- « Ministre délégué auprès du Ministre malien de l'Économie et des Finances, chargé du Budget : Sambou Wagué»